# Siekierka Nowa
Siekierka Nowa (do 31 grudnia 2002 Nowa Siekierka) – wieś sołecka w Polsce położona w województwie mazowieckim, w powiecie lipskim, w gminie Chotcza.
| SIMC    | Nazwa      | Rodzaj    |
| ------- | ---------- | --------- |
| 0616340 | Jeziorówka | część wsi |

W latach 1975–1998 miejscowość administracyjnie należała do województwa radomskiego. 1 stycznia 2003 nastąpiła zmiana nazwy wsi z Nowa Siekierka na Siekierka Nowa.
Wierni Kościoła rzymskokatolickiego należą do parafii św. Tekli w Tymienicy.